# Leon Jackson
Leon Jackson (* 30. Dezember 1988 in Whitburn, Schottland) ist ein britischer Popsänger. In seinem Heimatland wurde er durch den Gewinn der vierten Staffel der Castingshow The X Factor bekannt, die zwischen August und Dezember 2007 im Abendprogramm des Fernsehsenders ITV ausgestrahlt wurde.

## Werdegang
Jackson wuchs bei seiner alleinerziehenden Mutter in Whitburn auf. Er arbeitete zunächst als Verkäufer im Einzelhandel. Seine Karriere als Sänger begann erst 2007, als Freunde ihn bei einem Karaokewettbewerb anmeldeten, den er prompt für sich entscheiden konnte.
Im Sommer 2007 nahm er in Glasgow an den Castings für die vierte Staffel der populären Show The X Factor teil. Unterstützt von seiner Mentorin Dannii Minogue kämpfte er sich durch zahlreiche Qualifikationsrunden. Schließlich setzte er sich in der Finalshow am 15. Dezember 2007 gegen seine Konkurrenten Rhydian Roberts und die Band Same Difference durch und erhielt einen mit einer Million Britischen Pfund dotierten Plattenvertrag bei Syco Music/Sony BMG.
Einen Tag nach dem Finale erschien in der Woche vor Weihnachten in Großbritannien Jacksons Debütsingle When You Believe, eine Coverversion des gleichnamigen Hits von Mariah Carey und Whitney Houston aus dem Jahr 1998. Die Single erreichte Platz 1 der Charts und war ein Weihnachts-Nummer-eins-Hit.

## Diskografie
Alben
- 2008: Right Now

Singles
- 2007: When You Believe
- 2008: Don't Call This Love
- 2008: Creative
- 2009: Stargazing